# Näs, Östersunds kommun
Näs är kyrkbyn i Näs socken i Östersunds kommun i Jämtlands län, belägen längs E45 och inlandsbanan. Bebyggelsen i byn avgränsades av SCB tillsammans med bebyggelsen i grannbyn Ålsta mellan 1990 och 2020  till en småort benämnd Näs och Ålsta. Vid avgränsningen 2020 klassades bebyggelsen som en del av tätorten Fåker, Ålsta och Månsta.
Näs kyrka ligger i byn.